# Gura Sohodol (gmina Sohodol)
Gura Sohodol – wieś w Rumunii, w okręgu Alba, w gminie Sohodol. W 2011 roku liczyła 181 mieszkańców.